# Nemastoma franzi
Nemastoma franzi is een hooiwagen uit de familie aardhooiwagens (Nemastomatidae). Het werd een junior subjectief synoniem van Nemastomella dubia (Mello-Leitão, 1936) in Avram (1973). Na 2023 de geldige combinatie is Nemastomella dubia (Mello-Leitão, 1936).